# Роте, Генрих Август
Генрих Август Роте (3 сентября 1773, Дрезден — 1842, Эрланген) — германский математик, преподаватель и научный писатель, основные исследования которого были связаны с комбинаторикой.

## Биография
С 1785 года учился в протестантской Школе Креста, в 1789 году поступил в Лейпцигский университет изучать торговое право, но в скором времени переквалифицировался на изучение математики. В 1792 году получил степень магистра, с 1793 года преподавал в этом университете в звании доцента, а в 1796 году получил звание экстраординарного профессора математики. Оставив Лейпциг, некоторое время жил во Фрейбурге, а в 1804 году принял, получив звание ординарного профессора, кафедру математики в Эрлангенском университете. С 1818 года был членом академии наук Леопольдины. Вышел в отставку с профессорской должности в 1823 году.
Как математик занимался в основном комбинаторикой: ещё в 1793 году, во время работы на магистерской диссертацией, сформулировал идентичность Роте-Хангена, формулу для расчёта суммы биномиальных коэффициентов, а в 1800 году, работая с перестановками, первым описал обратную перестановку, сформулировав затем понятие инверсионной перестановки. Доказал, что определитель транспонированной матрицы равен определителю исходной матрицы.
Научная деятельность Роте представлена следующими сочинениями: «Formulae de serierum reversione, demonstratio etc.» (Лейпциг, 1793), «Theorema binomiale ex simplicissimis analyseos finitorum fontibus universaliter demonstratum» (там же, 1796), «Handbuch der reinen Mathematik» (2 тома, там же, 1804 и 1811), «Systemat. Handbuch d. Arithmetik» (там же, 1804), «De divisione peripheriae circuli in XVII et XIII partes aequales» (Эрланген, 1805), «Solutio problematis ad divisionem polygonorum per diagonales spectantis» (там же, 1814), «Theorie d. combinatorisch. Integrale» (Нюрнберг, 1819), «Entwicklung d. Pflanzensubstanz, physiologisch, chemisch u. mathematisch dargestellt» (Эрланген, 1819). В «Hindenburg’s Archiv für Mathematik» были напечатаны: «Localformeln für Producte d. Potenzen d. Reihen» (I, 1795), «Localformeln für höhere Differentiale von Potenzen und ihren Producten» (там же), «Local und combinatorisch-analyt. Formeln für höhere Differentiale» (там же), «Ueber d. Ausrechn. schief abgeschnittener Prismen» (II, 1796—98). Позднее в «Архиве» Кастнера появились следующие статьи Роте: «Ueber Pendelschwingungen in grösseren Bogen» (II, 1824), «Ueber d. regulären geometr. Körper usw.» (IV, 1825), «Versuch е. Theorie d. Centrifugalpendel» (IV и VII, 1826), «Ueber d. Leucitkörper» (V, 1825), «Drei Beweise d. Umkehrungsproblems von La Grange» (XII, 1827). Кроме того, ряд менее крупных его статей были напечатаны в изданном Гинденбургом в 1800 году «Samml. combinat.-analyt. Abhandl.» (Лейпциг).